# Giovanni Battista Ghirardini
Giovanni Battista Gherardini (Modena, 17 febbraio 1655 – 1723) è stato un pittore italiano.

## Biografia

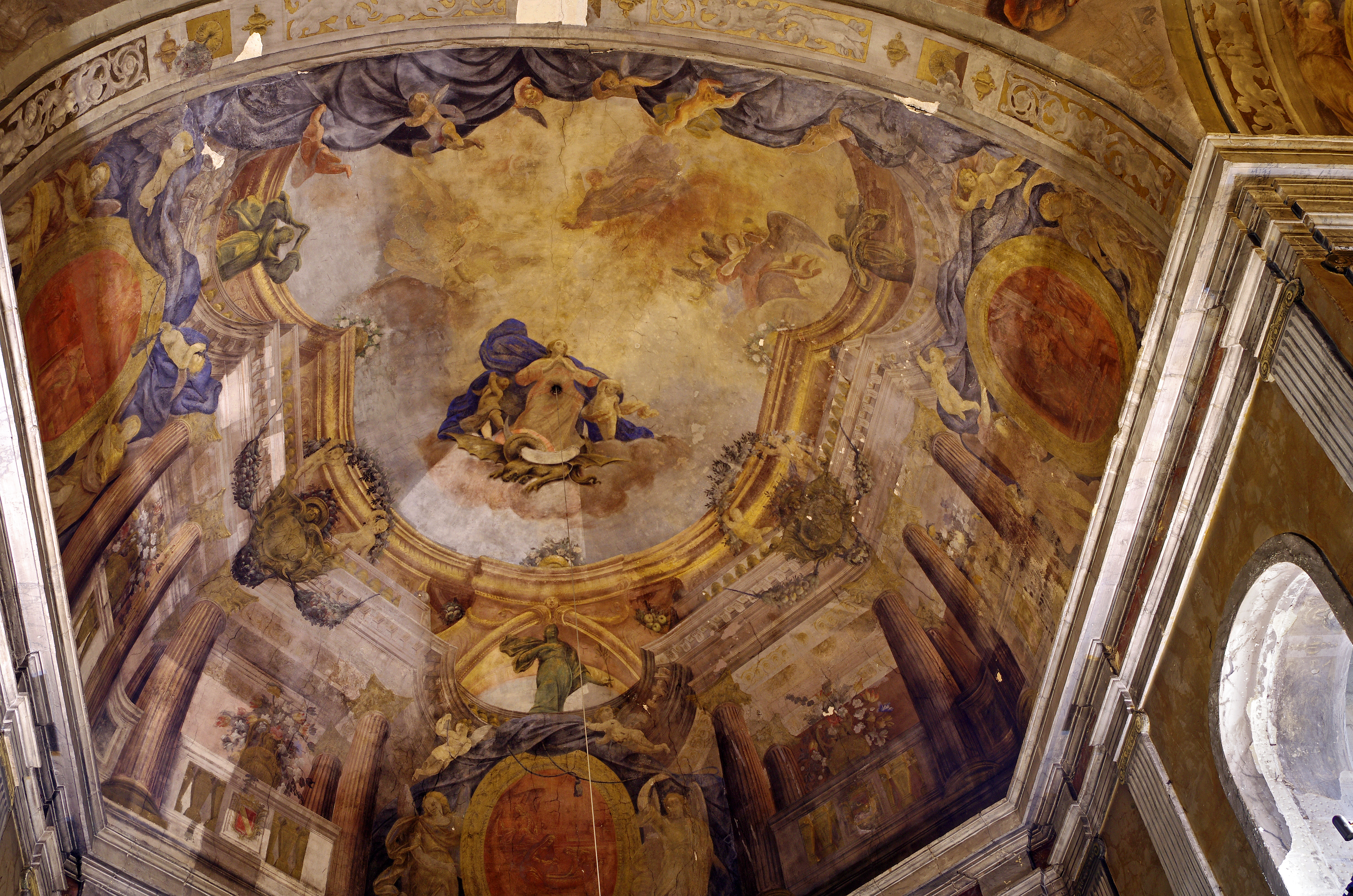
Volta della chiesa di Nevers

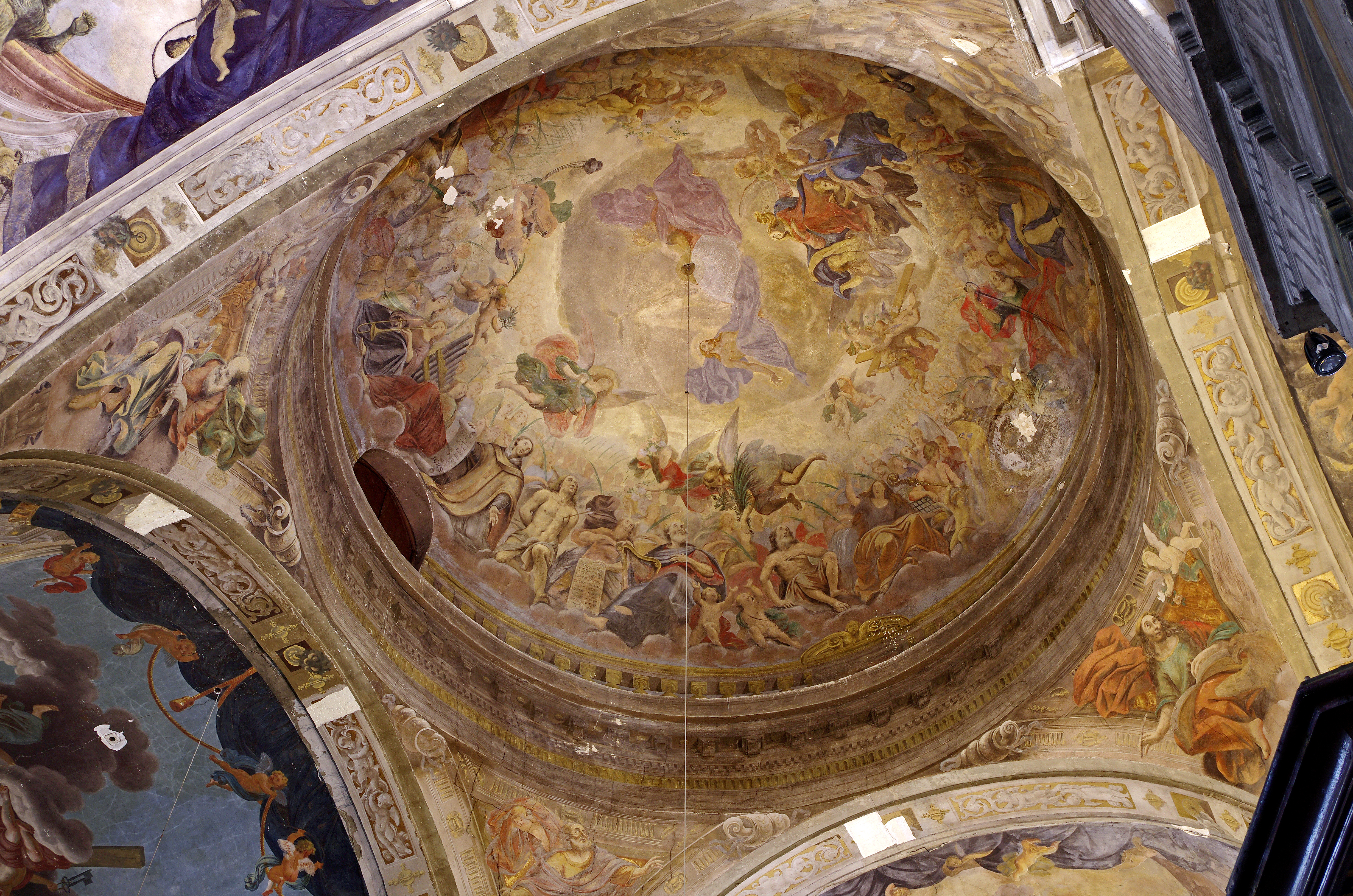
Cupola della chiesa di Nevers (Francia)

Giovanni Gherardini è stato un pittore italiano che ha studiato pittura a Bologna nello studio di Angelo Michele Colonna. Collaborò con G. Pizzoli, altro allievo del Colonna, alla decorazione della chiesa di Santa Maria del Soccorso, a Bologna, nel 1678-1680, oggi perduta.
Nel 1680 venne attirato in Francia, insieme a Gioacchino Pizzoli, dal duca di Nevers, Filippo Giulio Mancini, nipote del cardinale Mazzarino, per decorare una galleria nel suo palazzo. Lavorò nella chiesa dei Gesuiti a Nevers e nella casa professa dei Gesuiti a Parigi dove dipinse l'Apoteosi di San Luigi sulla cupola della scalinata degli edifici del convento e dipinse ad affresco sulla volta della biblioteca La Compagnia di Gesù che chiama i popoli selvaggi nel seno della Religione.
Fu durante questo lavoro che Gherardini dovette incontrare il padre gesuita Joachim Bouvet, che l'imperatore cinese Kangxi inviò in Francia nel 1693 per reclutare altri gesuiti esperti in scienze missionarie a Pechino. Gherardini accettò l'offerta di andare in Cina.
Nello stesso periodo, il pittore aveva fatto domanda di ammissione alla Académie royale de peinture et de sculpture. Essendo ormai imminente la sua partenza, oltre all'onore di prendere speciale congedo dal re, ottenne dal re, sotto il nome di Girardin, una dispensa dall'obbligo di presentare il suo capolavoro all'Accademia, firmata da Colbert, il 30 gennaio 1698. La dispensa specifica che, su richiesta di Luigi XIV, Gherardini dovrà essere ammesso all'Accademia Reale al suo ritorno, una volta presentata l'opera prescritta.
Si imbarcò con dieci compagni sulla nave da guerra Amphitrite, che salpò da La Rochelle il 6 marzo 1698. La nave arrivò a Canton il 2 novembre e la delegazione francese fu ricevuta dai dignitari inviati dall'imperatore per scortare Bouvet e i suoi compagni nella capitale.
Giovanni Gherardini scrisse un resoconto di questo viaggio, pubblicato nel 1700 sotto forma di lettera indirizzata al duca di Nevers. Gherardini racconta gli onori resi all’imperatore. Era interessato ai suoi dipinti e in particolare alla tecnica, e ritiene che fosse apprezzato anche per i suoi ritratti. Nei resoconti fatti dai gesuiti è scritto che egli fece due ritratti di concubine dell'imperatore, una cinese e una manciù.
L'imperatore aveva autorizzato i gesuiti a costruire una chiesa all'interno della Città Proibita, su un terreno ceduto alla missione francese. Fu completata il 9 dicembre 1703. Giovanni Gherardini vi dipinse affreschi trompe-l'oeil con effetti prospettici, raffiguranti un edificio con colonne, archi, balaustre decorate con vasi di fiori che si aprono su un cielo con al centro Dio Padre in gloria, circondato da angeli e santi. Questi affreschi sono noti grazie a una lettera di Padre Jartoux datata 1704.
Gli fu permesso di lasciare la Cina il 24 ottobre 1704. Si imbarcò a Canton nel gennaio 1705 su una nave che lo portò a Londra, da dove fece ritorno in Francia. Avrebbe potuto quindi entrare nella Royal Academy of Painting ma il suo nome non si trova nell'elenco dei suoi membri. Non si hanno informazioni sulle attività del pittore dopo il suo ritorno in Francia.

## Opere
- Resoconto del viaggio fatto in Cina sulla nave "Amphitrite", nell'anno 1698, dal Sig. Gio. Ghirardini, pittore italiano, Parigi, Chez Nicolas Pepie, 1700.